# Lugalanda
Lugalanda (anche Lugal-anda, da non confondersi con Lugalbanda) fu un re sumero, sovrano di Lagash durante il XXIV secolo a.C.
Lugalanda era figlio del grande sacerdote di Lagash, En-entarzi, che si era impadronito del trono di Lagash in circostanze oscure, interrompendo la dinastia precedente. Di questo sovrano restano solo tavolette che riportano dati economici e non informazioni politiche. Comunque, dopo pochi anni di regno En-entarzi trasferì il potere al figlio Lugalanda. In questo periodo infatti i grandi sacerdoti di Lagash erano molto influenti, occupavano direttamente il trono o eleggevano direttamente il sovrano. I sacerdoti, specialmente i grandi sacerdoti, rimasero molto influenti per tutto il regno di Lugalanda.
Lugalanda sposò Baranamtarra, la figlia di un grande proprietario terriero che aveva contatti commerciali con la regina di Adab. Lugalanda si impegnò in una riorganizzazione del potere templare che si può dedurre dalle informazioni economiche delle tavolette risalenti a quel periodo. Poco si conosce degli eventi politici del regno di Lugalanda ma i documenti indicano che la corte di Lagash ed in particolare la regina Baranamtarra manteneva rapporti pacifici con la corte della regina di Adab e con il regno di Dilmun (Bahrain).
Tutti i documenti che parlano del regno di Lugalanda descrivono questo sovrano come ricco e corrotto. I testi raccontano di un periodo dove corruzione ed ingiustizia imperversarono contro i più deboli. Le iscrizioni confermano che il re confiscò circa 650 Morgen (oltre 650 ettari) di terreno.
Dopo nove anni di regno, Lugalanda fu detronizzato da Urukagina.